# Хрест Святого Петра
Хрест Святого Петра (також відомий як перевернутий хрест) — звичайний латинський хрест (зображений згідно з римсько-католицькою традицією), перевернутий на 180 градусів.
Хрест святого Петра з IV ст. є одним із символів святого Петра, який, за церковним преданням, був розіп'ятий головою вниз в 67 році н. е. під час правління в Римі імператора Нерона.

## У християнстві

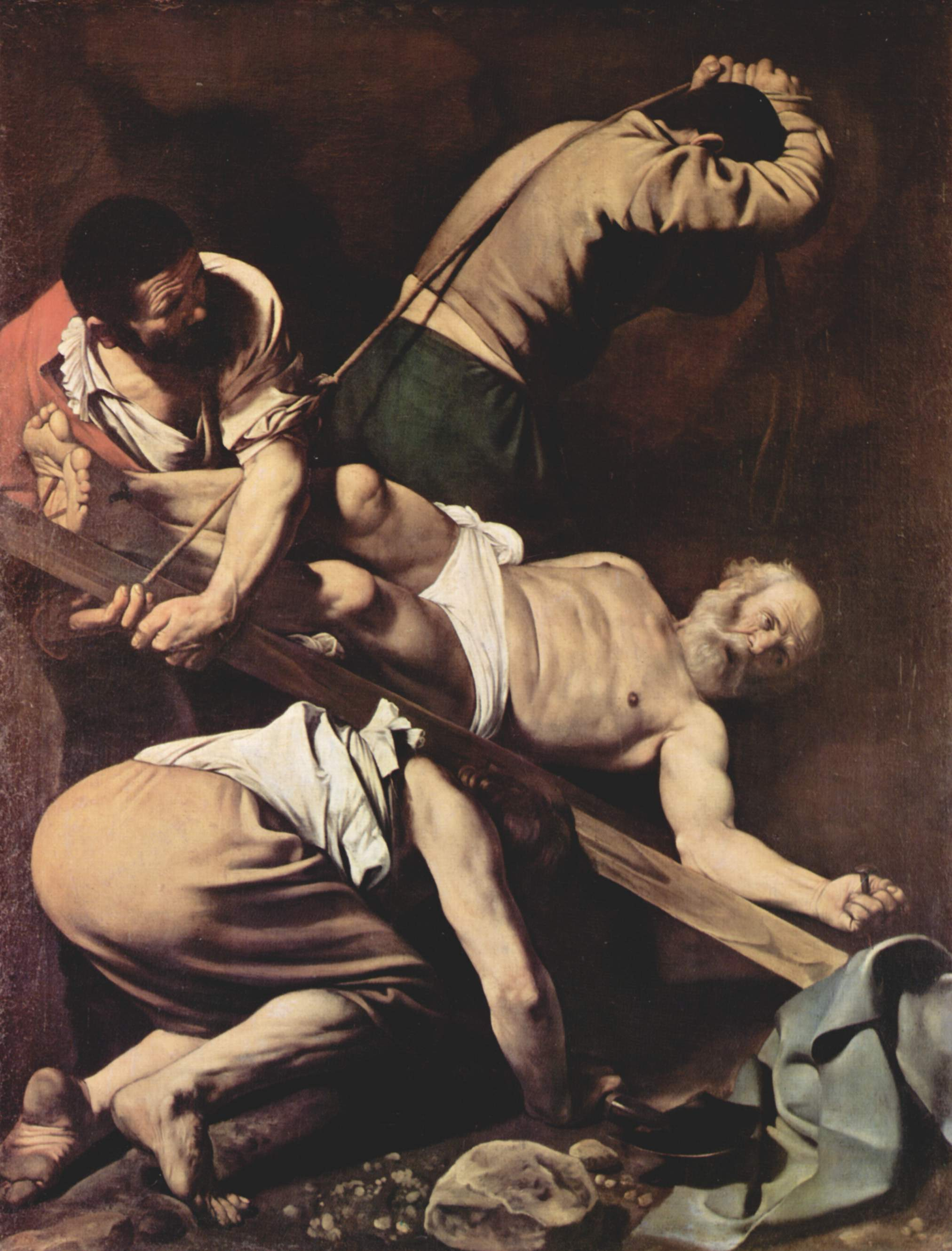
Розп'яття св. Петра на картині Мікеланджело да Караваджо

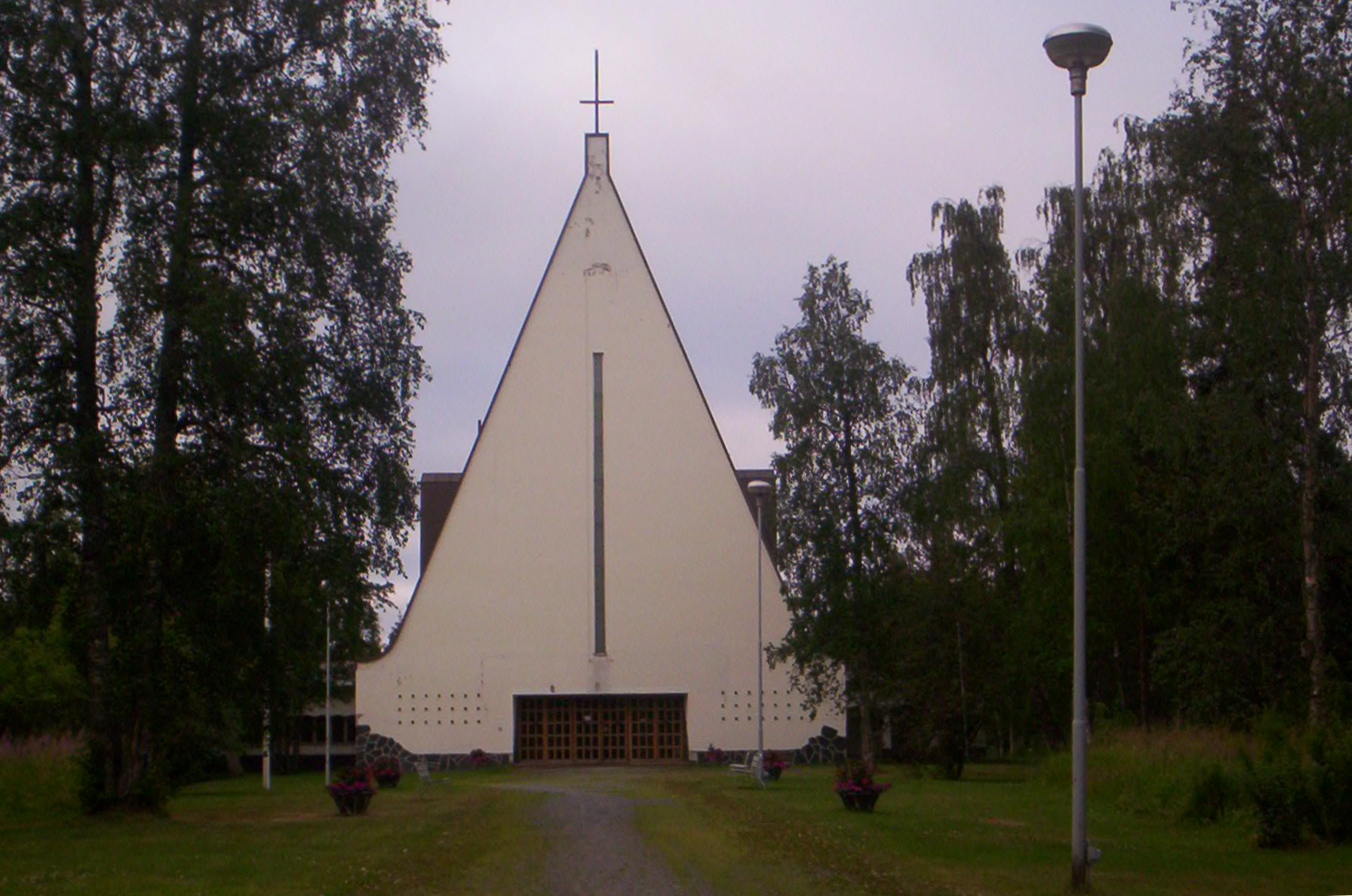
Хрест Св. Петра на лютеранському храмі

Походження даного символу зв'язується з церковним переказом про те, що апостол Петро був розіпнутий на хресті вниз головою за власним проханням, оскільки вважав себе негідним померти тієї ж смертю, якою вмер Ісус Христос. У зв'язку з тим, що Петро вважається засновником католицької церкви, даний символ зображений на троні папи римського. Наприклад, під час свого візиту в Ізраїль папа Іван Павло II сидів на троні з вирізаним в спинці хрестом.

## Сатанинське і антихристиянське уявлення
Вважають, що головний символ християнства в перевернутому вигляді являє собою антихристиянський або антирелігійний символ. У силу цього перевернутий хрест отримав широке поширення в сучасній масовій культурі насамперед як символ сатанізму. Поряд з перевернутою пентаграмою, перевернутий хрест часто використовується музикантами, граючими блек-метал. У популярній культурі, включаючи такі фільми як «Шість демонів Емілі Роуз» і «Омен», перевернутий хрест часто показується як символ Сатани.

## Суперечки про значення хреста Св. Петра
У будь-якому випадку в римському католицизмі хрест Св. Петра не розглядається як сатанинський символ. Однак перевернуте розп'яття несе сенс крайньої неповаги до християнської релігії і може використовуватися для представлення сил Сатани. Відмінності між хрестом Св. Петра і перевернутим розп'яттям іноді затінюються, що призводить до плутанини в питаннях прийнятності кожного символу. Подібна плутанина виникла після вищезгаданого візиту папи в Ізраїль. Фотографія папи, який сидить на троні з хрестом Св. Петра, курсувала по Інтернету і часто використовувалася в спробах довести, що католицька церква пов'язана з сатанізмом і Антихристом.

## Ресурси Інтернету
- St Peter [Архівовано 6 січня 2019 у Wayback Machine.] — Catholic Encyclopedia
- Photo of Lutheran Church of Veitsiluoto in Kemi, Finland, with Cross of Peter [Архівовано 3 січня 2006 у Wayback Machine.] (text in Finnish)